# Ctulu (banda)
Ctulu es una banda de metal extremo de Alemania, fundada en 2004. El nombre deriva de la criatura ficticia Cthulhu, inventada por el novelista estadounidense H. P. Lovecraft.

## Historia
Ctulu se fundó en Delmenhorst, Baja Sajonia, a finales de 2004. En ese momento, la formación estaba formada únicamente por Mathias (guitarras y bajo) y Stefan (voz, teclados y batería). La primera demostración, "Zins der Zeit", se grabó con esta formación en 2005 e incluía teclados que nunca más se produjeron en los lanzamientos posteriores.Para poder tocar en conciertos, Jan (batería) y Chrille (bajo) se unieron a la banda. Sus primeros shows fueron en 2006 y 2007, incluyendo Hamburgo, Delmenhorst y Atenas (Grecia). La segunda demostración, "Freie Geister", siguió con esta nueva formación e incluyó cuatro pistas.
Chrille dejó la banda en 2007 y fue reemplazada por Mario. En 2008, el primer álbum de larga duración, Freie Geister, se amplió con cuatro pistas adicionales y se lanzó a través de Northfire Records y Twilight Distribution. Siguieron varios conciertos, mientras que Ctulu inauguró el primer espectáculo de Paganfest en Bremen. Arne se unió a la banda como segundo guitarrista antes del lanzamiento del álbum, pero no contribuyó.
En 2009, Stefan dejó la banda y se realizaron shows en Alemania, Austria y Dinamarca. Rolf (voz) se unió a la banda en otoño de ese año.En 2010, Ctulu fue presentado a un público más amplio tocando en el venerable Festival Ragnarök de Baviera. Mario dejó la banda en otoño.
En 2011, Ctulu lanzó su segundo álbum de larga duración, Sarkomand, en el Festival Ragnarök. Más tarde ese año, Rolf y Paulo dejaron la banda y fueron reemplazados por Lars (voz) y Lasse (bajo). Lars, sin embargo, dejó la banda después de unas pocas semanas y Ctulu continuó como una banda de cuatro. En mayo, Ctulu y su nuevo álbum Sarkomand fueron el tema de una transmisión de radio de dos horas en la radio de metal en línea más grande de Alemania, "Metal Only". En 2012, Ctulu tocó en conciertos en Celle, Atenas, Londres y Limassol y anunció su próximo tercer álbum de estudio, Seelenspiegelsplitter, que se lanzará en abril de 2013. En octubre, Ctulu se separó del baterista Martin.

## Estilo

### Música
La música de Ctulu es metal extremo dominado por la guitarra. Los periodistas tienden a describir la música como black metal al viejo estilo escandinavo, pero con influencias de otros estilos de rock.  Los mismos Ctulu llaman a su música "Seastorming Extreme Metal".

### Letra
Las letras de Ctulu están dominadas por historias inspiradas en los cuentos de H. P. Lovecraft, aunque en su mayoría tratan sobre la muerte, los sueños y los dioses.  Todas las letras están en idioma alemán.

## Miembros de la banda

### Miembros actuales
- M. – guitarras, voz
- A. – guitarras, bajo, voces
- I. D. – tambores

### Antiguos integrantes
- Lasse (2011-2015) - bajo
- Martín (2009-2012) - batería
- Lars (2011) - voz
- Rolf (2009-2011) - voz
- Paulo (2011) – bajo
- enero (2006-2010) - batería
- Mario (2007-2010) - bajo
- Stefan (2004-2009) - voz
- Chrille (2006-2007) - bajo

## Discografía
Álbumes de estudio
- Freie Geister (2008)
- Sarkomand (2011)
- Seelenspiegelsplitter (2013)
- Ctulú (2016)

Demos
- Zins der Zeit (2005)
- Freie Geister (2006)